# Anaxagorea pachypetala
Anaxagorea pachypetala (Diels) R.E.Fr. – gatunek rośliny z rodziny flaszowcowatych (Annonaceae Juss.). Występuje naturalnie w Peru. 

## Morfologia
PokrójZimozielone drzewo.
LiścieMają podłużny kształt. Mierzą 6–12 cm długości oraz 1,5–3 cm szerokości. Nasada liścia jest ostrokątna. Liść na brzegu jest całobrzegi. Wierzchołek jest spiczasty. Ogonek liściowy jest nagi i dorasta do 4–6 mm długości.
KwiatySą pojedyncze. Rozwijają się w kątach pędów. Działki kielicha mają owalny kształt i dorastają do 4–5 mm długości. Płatki mają kształt od owalnego do odwrotnie owalnego. Osiągają do 8–10 mm długości.